# Andilamena (stad)
Andilamena is een stad in Madagaskar, gelegen in de regio Alaotra-Mangoro.

## Geschiedenis
Tot 1 oktober 2009 lag Andilamena in de provincie Toamasina. Deze werd echter opgeheven en vervangen door de regio Alaotra-Mangoro. Tijdens deze wijziging werden alle autonome provincies opgeheven en vervangen door de in totaal 22 regio's van Madagaskar.

## Infrastructuur
Naast het basisonderwijs biedt de stad zowel middelbaar als hoger onderwijs aan. Andilamena beschikt tevens over een eigen ziekenhuis.

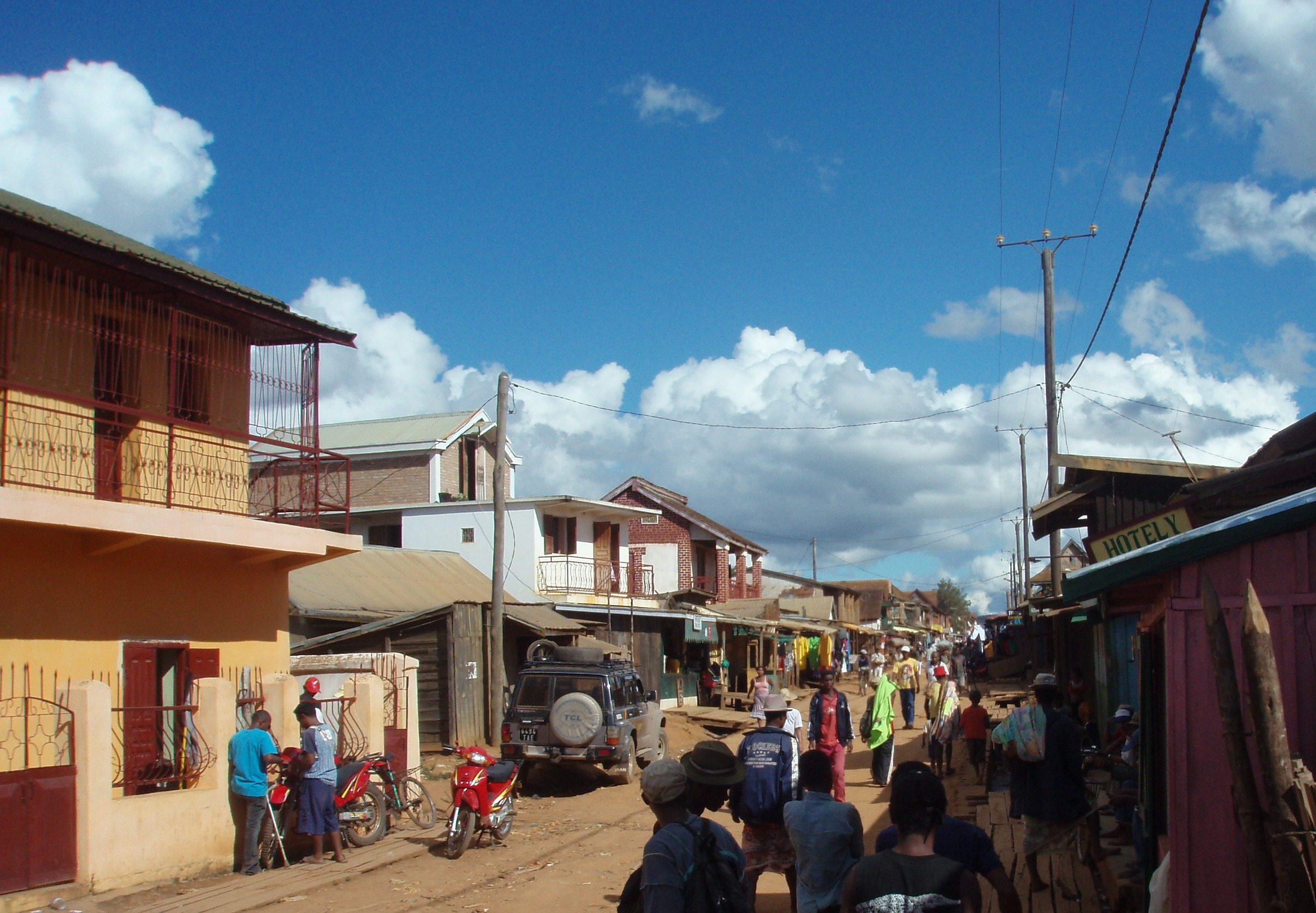
Hoofdstraat in Andilamena

## Economie
Landbouw en veeteelt bieden werkgelegenheid aan respectievelijk 65% en 10% van de beroepsbevolking. Het belangrijkste gewas in Andilamena is rijst, terwijl andere belangrijke producten pinda's, maïs en cassave betreffen. In de industriële en dienstensector werkt respectievelijk 1% en 24% van de bevolking.